# Perxeró

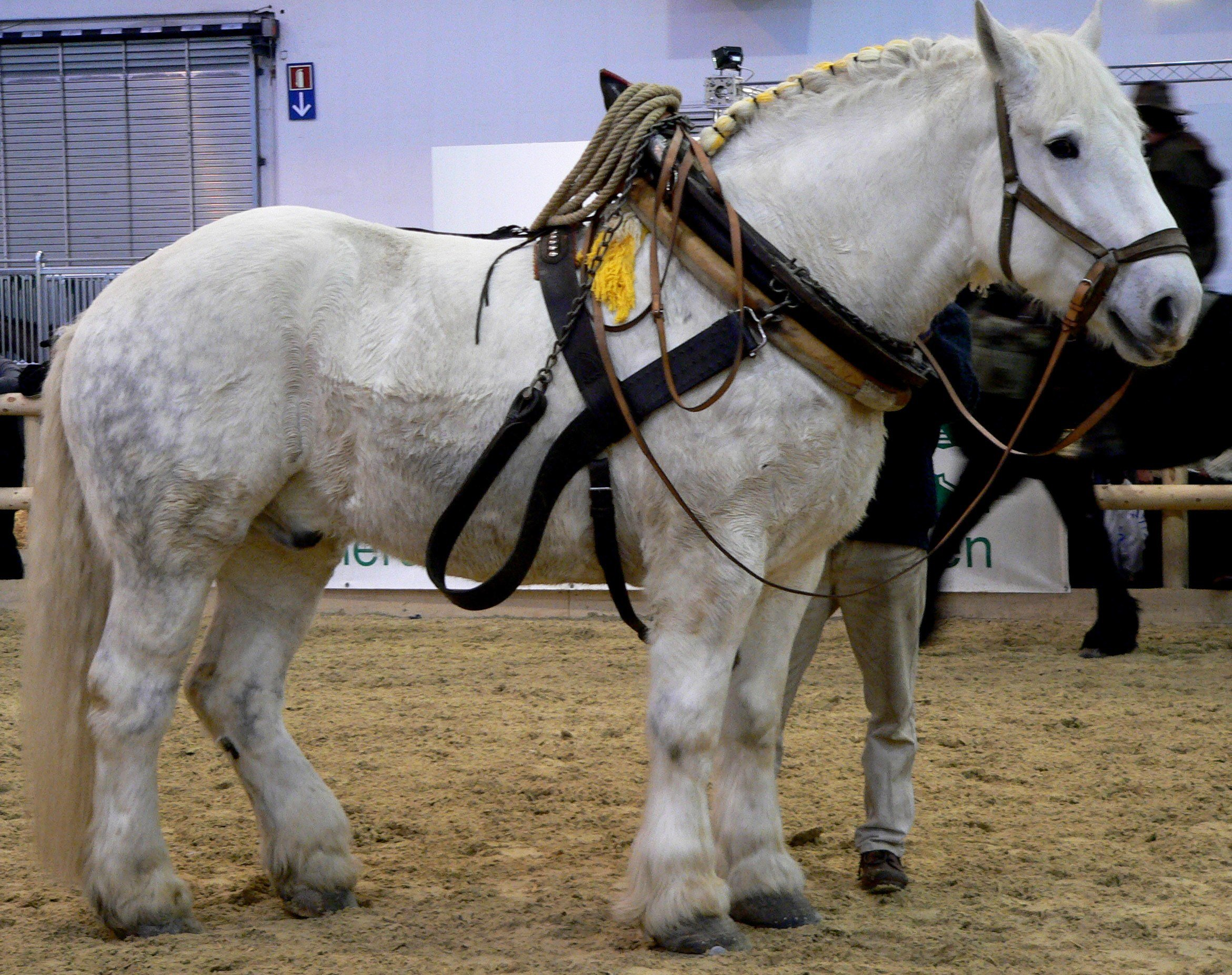
Exemplar de perxeró.

El  perxeró  és un cavall originari de la vall de Perche, en França prop de Normandia. Aquesta raça equina és una de les més grans del món, ja que poden fer més de 170 cm d'altura a la creu. Es creu que el seu origen se situa en uns cavalls capturats pels francs als àrabs a la batalla de Poitiers.

## Història
Durant les Croades, la casta del perxeró es va reconèixer àmpliament com excel·lent per la seva força i enteresa, així com per la seva bellesa característica i estil.
Cap el segle xvii els cavalls produïts a Le Perche tenien una notorietat estesa. El perxeró del segle xix no va mostrar menys pes i fàcilment es va adaptar a tirar els cotxes del correu pesants de França.
El 1823, un cavall anomenat  Jean le Blanc  es va creuar amb una euga a Le Perche i tots els descendents de Percheron es remunten directament a aquest cavall.
Es van importar perxerons primer als Estats Units el 1839, per part de Edward Harris de Moorestown, Nova Jersey. Es van importar els sementals,  Normandy  i  Louis Napoleon , a Ohio el 1851.  Louis Napoleon  es va vendre després en Illinois i es va quedar a les mans de la família de Dillon que van formar l'Associació de Percheron.
Els americans van importar milers de perxerons durant la segona meitat del segle xix, i les importacions van continuar fins a la Segona Guerra Mundial. El perxeró es va tornar el favorit del granger americà i el tronquista, i mourien la càrrega amb rapidesa pels carrers de les ciutats de tota la nació.
Després de la Segona Guerra Mundial, amb la introducció del tractor a la granja moderna va fer que la casta gairebé s'extingís. Quan Amèrica es va modernitzar i mecanitzar, el perxeró va ser gairebé oblidat.
No obstant això, un col·lectiu de grangers que inclouen molts Amish, dedicat a la preservació de la casta, el va mantenir viu durant els anys vint.
El 1960 es va albirar un renaixement en el negoci i els americans redescobrir la utilitat del cavall. Els perxerons tornat a les granges petites i treballen en els camps, milers de perxerons s'usen per recreació com hayrides, passejos del trineu i desfilades.
Es mostren els perxerons en competicions i classes de muntanya en molts estats i fires locals pel país. També s'utilitzen anunciant i realitzant la promoció de negocis, i són una vista comú als carrers de les àrees turístiques de moltes de les grans ciutats nord-americanes, estirant carruatges amb arreus. El perxeró actual fa entre 1,60 i 1,70 m.

## Nota
1. ↑  Joseph Mischka. The Percheron Horse in America.  Mischka Press/Heart Prairie, 1 octubre 1991, p. 26–. ISBN 9780962266355 [Consulta: 12 febrer 2011].
2. ↑  Marcel Mavré. Attelages et attelées: un siècle d'utilisation du cheval de trait.  France Agricole Editions, 2 desembre 2004, p. 40–. ISBN 9782855571157 [Consulta: 12 febrer 2011].
3. ↑  Fran Lynghaug. The Official Horse Breeds Standards Guide: The Complete Guide to the Standards of All North American Equine Breed Associations.  MBI Publishing Company, 15 octubre 2009, p. 415–. ISBN 978-1-61673-171-7.
4. ↑  J. Warren Evans. Horses: A Guide to Selection, Care, and Enjoyment.  Henry Holt and Company, 13 desembre 2000, p. 136–. ISBN 978-1-4299-3458-9.
5. ↑  Bernadette Lizet. La bête noire: À la recherche du cheval parfait.  Éditions de la Maison des sciences de l'homme, 17 desembre 2015, p. 103–. ISBN 978-2-7351-1805-2.
6. ↑  Joseph Mischka. The Percheron Horse in America.  Mischka Press/Heart Prairie, 1 octubre 1991, p. 34–. ISBN 9780962266355 [Consulta: 12 febrer 2011].